# Villeneuve, Aveyron
Villeneuve, tudi Villeneuve d'Aveyron (okcitansko Vilanòva), je naselje in občina v južnem francoskem departmaju Aveyron regije Jug-Pireneji. Leta 1999 je naselje imelo 2.017 prebivalcev.

## Geografija
Kraj leži v pokrajini Rouergue 11 km severno od Villefranche-de-Rouerguea.

## Uprava
Villeneuve je sedež istoimenskega kantona, v katerega so poleg njegove vključene še občine Ambeyrac, La Capelle-Balaguier, Montsalès, Ols-et-Rinhodes, Sainte-Croix, Saint-Igest, Saint-Rémy, Salvagnac-Cajarc in Saujac s 4.555 prebivalci.
Kanton Villeneuve je sestavni del okrožja Villefranche-de-Rouergue.